# 볼티모어

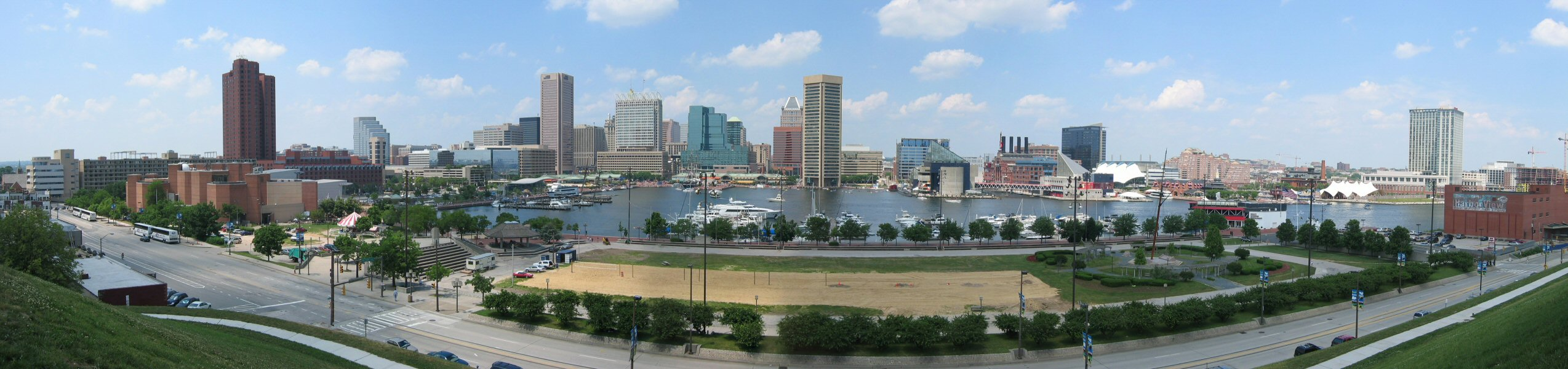
Federal Hill로부터 보이는 볼티모어의 Inner Harbor 풍경

볼티모어(Baltimore)는 미국 메릴랜드주의 독립시이며, 패텁스코 강 하류에 위치해 있다. 2021년 현재 인구는 약 57만여 명이다. 메릴랜드주에서 가장 큰 도시로 문화와 산업의 중심지이다. 1729년에 도시가 창설되었는데, 초기에는 상업도시였고 조선(造船)으로도 알려진 체서피크만 깊숙이 대서양에서 약 300km 들어간 곳에 있는 해항(海港)이다. 철광석·크롬·당밀(糖蜜) 등을 수입하고, 석탄·각종 농업제품·공업제품을 수출한다. 공업은 식품가공·철강·조선·정당(精糖)·출판·인쇄 등이 왕성하다.시내에 있는 대부분의 공공 건축물이 아름답기로 유명하며, 또 각종 대학이 많다.

## 주민

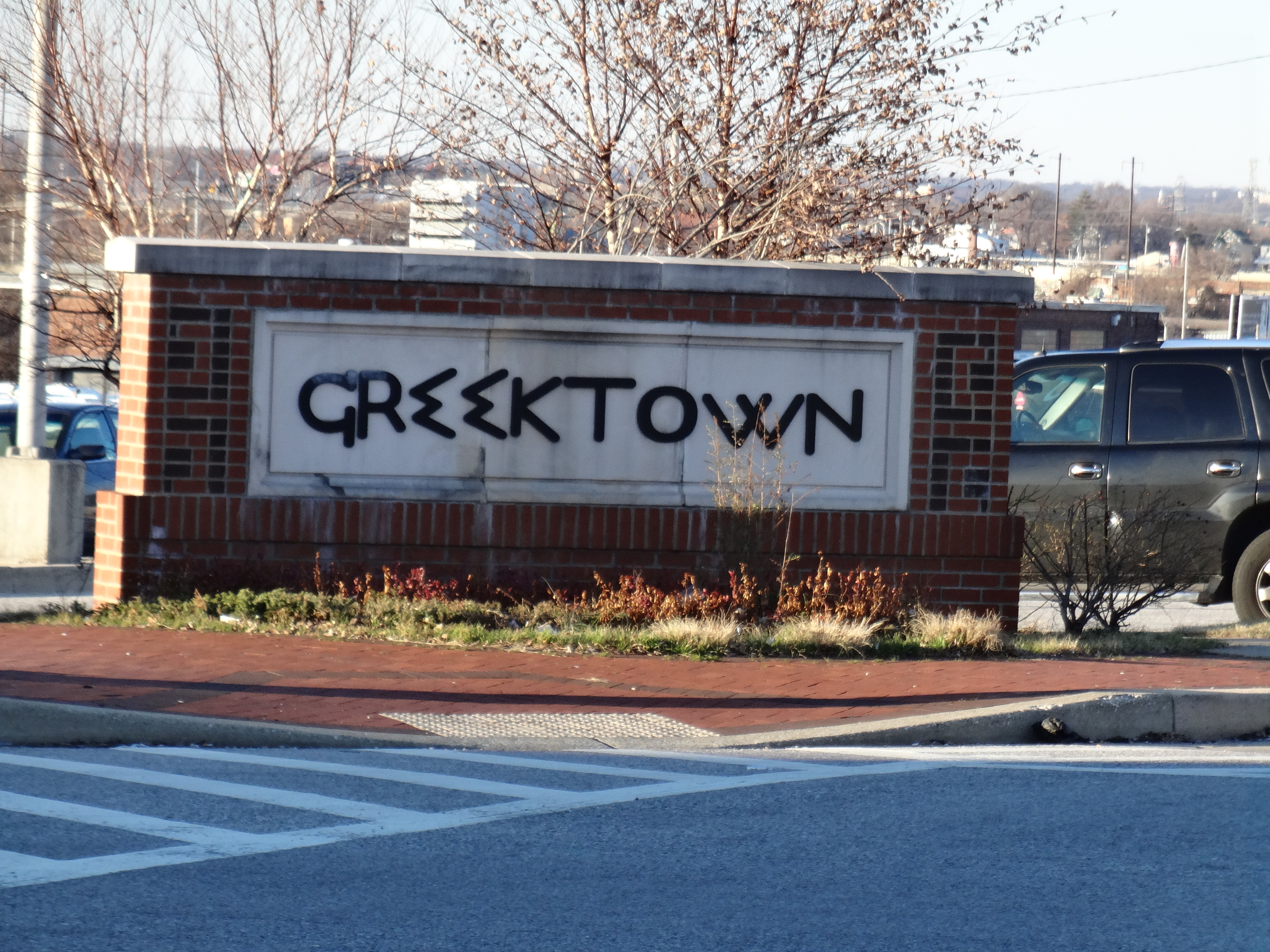
볼티모어의 그리크타운 사인

1900년대 초반에 볼티모어는 확실한 인종과 종교의 사람들을 제한한 제한된 규칙들이 있었다. 결과로 많은 이웃들은 유니폼의 민족 구성을 가졌다. 동부 지구들에는 폴란드와 그리스인들의 이웃들이 있었다. 많은 유대인들은 도시의 북서부에 살았다. 이탈리아인들의 다수는 "리틀 이탤리"라 불리는 항구 근처에 있는 지역에서 살았다. 오늘날 볼티모어의 주민들은 자신들이 사는 여유만으로 살 장소를 찾는 데 자유로워졌다.
1900년대 동안에는 아프리카계 미국인들과 애팔래치아 산맥에서 온 백인들이 제재소와 공장들에 직업을 구하기 위하여 볼티모어로 이주하였다. 1960년대에 볼티모어의 많은 백인들은 외곽들로 이주하였다. 아프리카계 미국인들의 큰 이웃들은 북서부와 비지니스 구역의 동부에 개발되었다. 1970년대에는 "달러 하우스"로 정부의 프로그램들이 낡고 버려진 주택들을 복구한 도시들로 어떤 사람들을 끌어들였다. 오늘날 아프리카계 미국인은 인구의 대략 65 퍼센트를 차지하고, 백인들은 대략 30 퍼센트이다.
볼티모어의 가장 대표적인 종교는 기독교로 그 중에서도 로마 가톨릭교회가 성하며, 나머지는 침례교, 루터교, 감리교와 유대교이다. 미국에서 첫 로마 가톨릭교회의 대감독 교구도 1789년 볼티모어에서 설립되었다. 미국에서 첫 주요 성당인 축복을 받은 처녀 마리아의 승천 대성당이 1821년에 봉납되었다. 1785년에 지어진 올드 오터바인 연합 감리 교회는 도시에서 가장 오래된 교회이다. 미국에서 3번째로 가장 오래된 로이드 스트리트 시나고그는 1845년에 지어졌다.

## 경제

### 해운업
볼티모어의 항구는 세계에서 가장 큰 자연적인 항구들 중 하나이다. 항구는 호안 지역의 45 마일(72 킬로미터), 배가 돛을 내릴 수 있는 수면의 1,589 에이커(643 헥타르)를 갖추었다. 메릴랜드 항구부가 지역을 감독한다. 수입품은 자동차, 철광석, 당밀과 펄프이며, 수출품은 석탄, 전자 용품과 곡물이다.

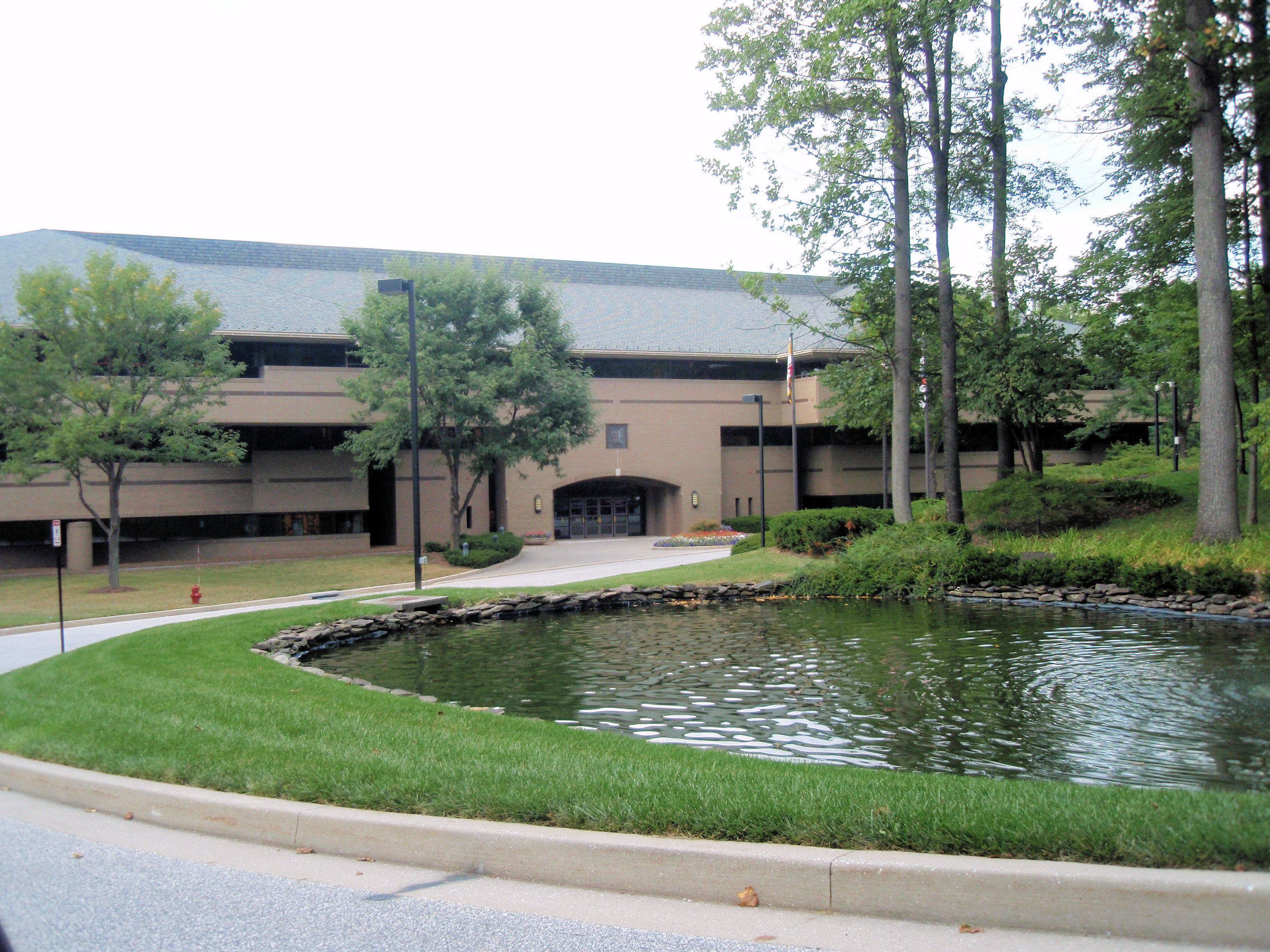
볼티모어의 외곽 스파크스에 있는 매코믹 앤드 컴퍼니의 본사

### 산업
볼티모어 지역은 수 천개의 공장을 가지고 있으며, 동부 해안 지역의 주요 고용주들 중 하나이다. 볼티모어의 주요 산업으로는 레이다와 기타 전자 기구들의 생산, 식품, 철강, 교통 수단과 화학품의 가공업이 있다. 대표적인 예로 세계에서 가장 큰 향료와 조미료 생산 회사인 매코믹 앤드 컴퍼니가 볼티모어에 기지를 두고 있으며, 미국에서 가장 큰 제철소들 중 하나가 볼티모어로부터 동쪽으로 16 킬로미터 떨어져 있는 스패로스 포인트에서 운영되고 있다. 볼티모어 지역의 다른 산업으로는 의류, 합성 금속 제품, 기계 등이 있다. 스포츠용품 회사인 언더아머도 볼티모어에 본사를 두고 있다.

### 교통과 통신
볼티모어 워싱턴 서굿 마셜 국제공항이 볼티모어로부터 남쪽으로 16 킬로미터 떨어진 곳에 위치해 있다. 화물 철도와 트럭의 수송로들이 도시에 봉사하고 있다. 아셀라 익스프레스 등 암트랙 동북 간선의 여객열차는 볼티모어를 보스턴, 뉴욕, 필라델피아, 워싱턴 D. C.와 연결한다. 볼티모어의 고속도로 시스템은 항구 아래에 놓인 2개의 터널을 포함한다. 메릴랜드 교통국은 메트로폴리탄 지역에서의 버스, 경량 철도와 통근 열차 MARC 등을 운영한다.
볼티모어는 2개의 일간 신문을 발간한다 - "볼티모어 선"과 "데일리 레코드". 거기에는 "애프로-아메리칸", "볼티모어 유대인 타임즈", "가톨릭 평론"과 "볼티모어 시티 페이퍼"를 포함한 중요한 주간 신문들이 있다.

## 역사

### 초기의 역사

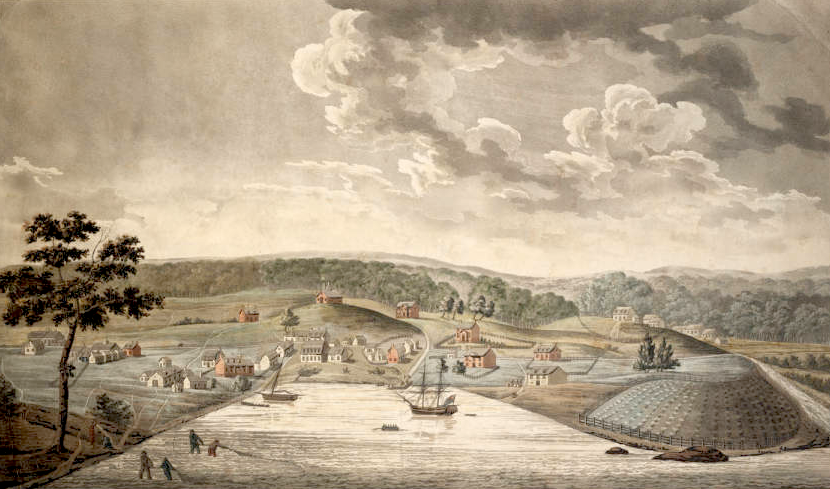
1752년 경의 볼티모어

1661년 유럽인 정착자들이 오기 전에 현재의 볼티모어 지역에는 서스쿼해나 인디언들이 살고 있었다. 그러나 볼티모어는 1729년까지 창설되지 않았다. 그해에 메릴랜드 총회는 퍼탑스코 강의 위쪽에 60 에이커(24 헥타르)의 넓은 면적을 매입하여 볼티모어 타운이란 이름을 지었다. 1745년 존스타운이 볼티모어 타운과 합병하였고 1773년에 펠스 포인트가 병합되었다.
총회는 타운은 메릴랜드 남부의 담배 재배를 위한 교역의 중심지로 의도하였다. 그러나 타운은 펜실베이니아에서 온 밀과 남아메리카에서 온 커피를 포함한 다른 생산물들을 다루는 시작을 하였다. 1700년대 후반에 제분업과 밀과 밀가루의 수출이 볼티모어의 주요 수입을 마련하였다.
미국 독립 전쟁이 일어나는 동안에 볼티모어는 2달 이상이나 국가의 수도로 있었다. 1776년 영국군이 필라델피아를 위협하자 대륙 회의가 거기서 열렸다. 볼티모어는 1796년 도시로 합병되었다.

### 1800년대

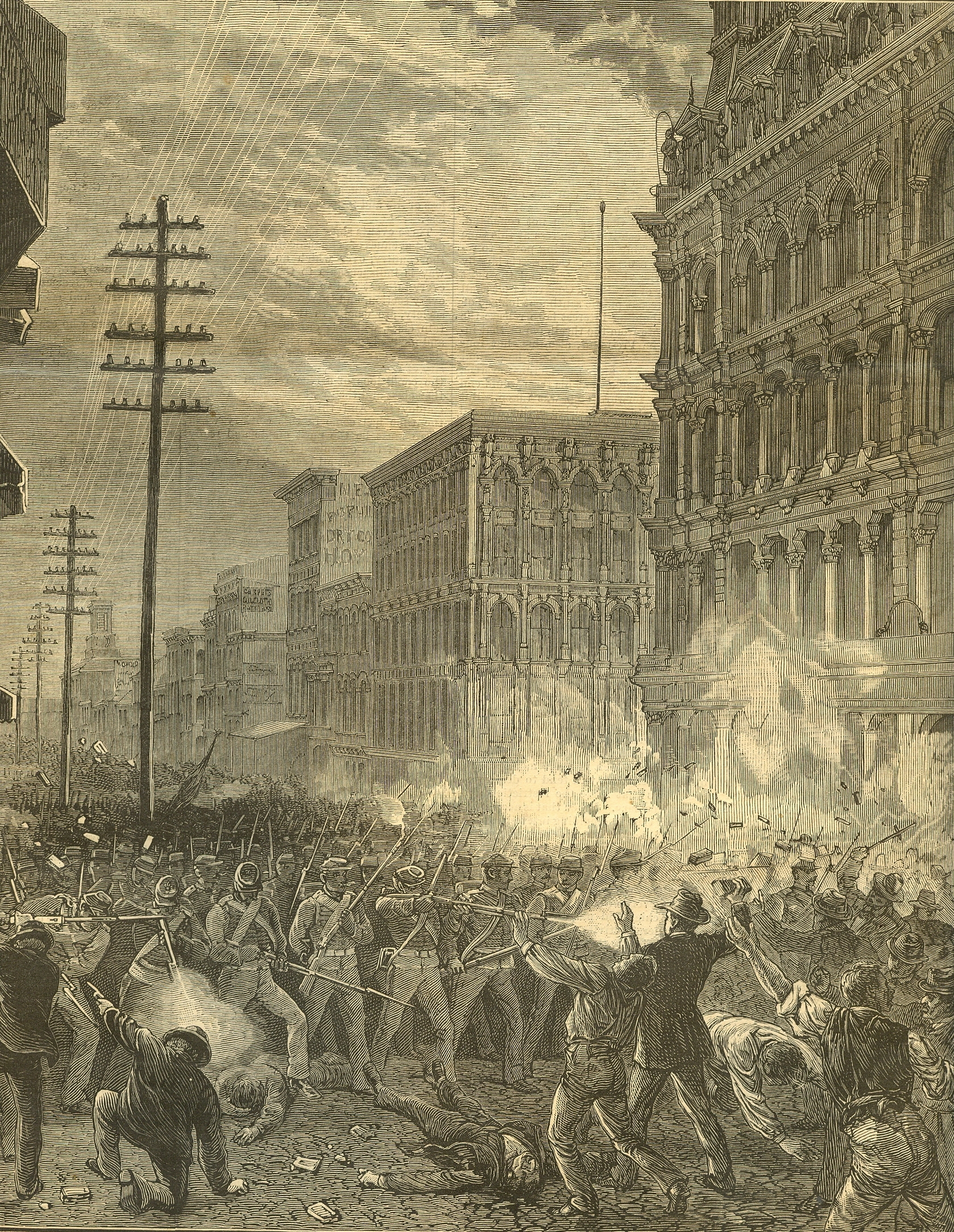
도시의 파업을 진압하는 군인들 (1877)

1800년에 이르러 볼티모어의 인구는 35,514명이 되었다. 미영 전쟁이 일어나는 동안에 무장한 상선이 볼티모어 항구를 떠나 대서양의 영국의 해운 상선들을 공격하였다. 이 공격의 영향으로 영국군은 볼티모어를 공격대상으로 삼았다. 1814년 9월 12일 영국군이 육지를 통하여 볼티모어를 공격하였다. 다음 날에 영국의 대포가 포트 핵헨리에 포격울 시작하였다. 도시는 양쪽의 공격들을 물리쳤다. 폭탄 투하 이후에 포트 맥헨리 위에 국기의 펄릭임이 보이면서, 프랜시스 스콧 키가 "Star-Spangled Banner"를 작사하는 데 영감을 주었다.
1818년 내셔널 로드가 메릴랜드를 오하이오 계곡과 연결하면서 중서부의 시장들을 볼티모어로 개장하는 데 시작되었다. 볼티모어는 다른 항구들보다 중서부에 가까이 놓여있어 중서부 무역을 위한 제1의 항구가 되었다.
1820년대 동안에는 이리 운하의 건설이 무역업에서 선두주자인 볼티모어의 자리를 위협하였다. 이리운하는 오대호로부터 뉴욕까지 재빠른 교통을 마련하였다. 그러나 1830년대에 지어진 철도들이 도시의 무역활동을 더욱 활발하게 하는 데 도움을 주었다. 1830년 미국이 처음으로 지은 증기 기관차 "톰 섬"이 볼티모어로부터 운영되었다. 그해에느 볼티모어와 오하이오 철도가 미국에서 승객들을 싣는 첫 철도가 되었다.
볼티모어에서 지어진 클리퍼 배들이 밀가루, 담배와 밀을 도시로부터 유럽과 남아메리카로 실어갔으며, 커피, 구리, 가죽과 당밀과 함께 돌아왔다. 도시는 남부에서 무거운 투자들과 함께 금융의 중심지가 되었다. 1840년대와 1850년대에는 많은 독일과 아일랜드 이민들이 볼티모어에 정착하였다. 1860년으로 봐서 볼티모어는 인구 212,418명과 함께 미국에서 3번째로 제일 큰 도시였다.
남북 전쟁이 일어나는 동안에 메릴랜드 주는 북부에 남아있었으나, 많은 볼티모어 시민들은 남부에 동정을 가졌다. 1861년 남부의 지지자들의 군중들이 도시를 지나가던 북군을 공격하였다. 이 사건으로 4명의 군인과 12명의 시민들이 사망하였다. 1861년 5월부터 1865년 5월까지 북군들이 볼티모어를 점령하는 동안에 어떤 공무원들은 남부 지지자로서 감옥에 있었다.
전쟁이 끝난 후, 볼티모어는 도시의 상업, 문화와 산업적인 확장을 지속하였다. 1873년 볼티모어의 상인 존스 홉킨스가 사망하였는 데 그는 대학과 병원을 지으는 데 700만 달러를 남겼다. 그의 이름을 딴 대학이 1876년, 병원이 1889년에 설립되었다. 1800년대 후반으로 봐서 도시의 공장들이 의류, 식품과 철강의 많은 양을 생산하고 있었다.

### 1900년대
1900년으로 봐서 볼티모어의 인구는 508,957명이었다. 독일인과 아일랜드인의 큰 이민은 체코인, 이탈리아인과 동유럽 유대인들의 도착에 의하여 이어졌다. 도시의 경계선들이 확장되면서 자동차와 외곽들이 생겼다.

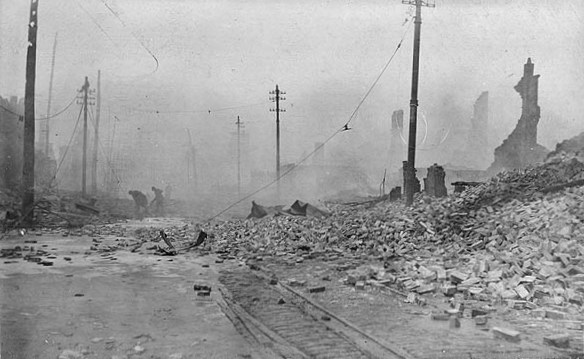
1904년에 일어난 대화재로 의하여 파괴된 모습

1904년 2월 7일 볼티모어의 대화재가 다운타운 지역의 심장부에 일어났다. 도시의 최악의 재앙으로 알려진 이 화재는 이틀동안 지속되어 140 에이커(57 헥타르) 이상 확대되었고, 주요 다운타운 건물의 거의 전부를 파괴시켰다. 주택이나 인명 피해는 없었어도 화재는 1억 달러의 손해를 일으켰다.
1914년 제1차 세계 대전이 시작되면서 화재로부터 거의 모든 것들이 복구되었다. 무역과 함께 새로운 산업들이 볼티모어를 더욱 더 번영하게 만들었다. 1888년부터 1918년까지 도시는 볼티모어 카운티를 병합하면서 경계를 확장시켰다.
제2차 세계 대전이 일어나는 동안에 볼티모어의 공장들은 비행기, 화학품, 전자 용품, 배와 강철 등에서 많은 것을 생산하였다. 흑인들과 애팔래치아산맥의 백인들이 볼티모어의 공장에서 일하려고 도시에 이주해 들어왔다. 1950년에 도시의 인구는 949,708명에 도달하였다.
프렌드쉽 국제 공항(현재의 볼티모어/워싱턴 국제 서굿 마셜 공항)이 1950년에 개장되었다. 그해에는 근로자들이 버려진 지역들을 제거하기 시작하고, 다른 건설 프로젝트들을 위한 많은 사람들을 퇴거시켰다. 이 프로젝트들은 고속도로, 새로운 사무소와 아파트 건물들, 그리고 존스 홉킨스 병원의 확장을 포함한다.
산업들의 쇠퇴와 가족들이 가까운 외곽들로 이주하면서 1900년대의 두번째 절반 동안에 도시의 인구는 떨어졌다. 도시 전역의 인구가 떨어지면서 메트로폴리탄 지역의 인구는 꾸준히 자라났다.
그레이터 볼티모어 협회는 다운타운에 향상을 계획하는 일을 하였다. 1962년 시빅 센터가 개장되었고, 찰스 센터 컴플렉스가 1974년에 완공하였다. 1967년에는 재부의 항구 프로그램이 시작되었다. 원래의 프로그램은 1980년대 중반에 환료되었으나, 더 멀리의 건설을 지속되었다.
1968년 4월 4일 마틴 루터 킹 2세의 암살 사건에 이어 폭동들이 잇달아 일어났다. 폭동으로 인하여 6명이 사망하고 많은 주택들과 비지니스들이 파괴되었으며, 인종 관계는 시험되었다. 도시를 고치는 데 도움을 주는 하나의 계획인 주요 거리 박람회 시티 페어가 1970년에 시작되었다.
1992년 캠던 야드에 야구 경기장 오리올 파크가 개장하였다. 1950년대 이래 내부 항구룰 둘러싼 공공 고층 건물 주택 개발이 1995년과 2001년 사이에 해체되었다.

### 21세기
2000년대 초반에 도시의 인구는 자라남의 사인들을 보였다. 볼티모어는 현재 인구를 위한 너무 많은 주택과 학교, 빈곤과 범죄를 포함한 문제들을 해결해야 했다. 볼티모어는 연방적으로 보조된 빈곤 반대 프로그램과 도시 재개발 프로젝트들과 함께 이 문제들과 싸웠다.
2007년 쉴라 딕슨이 볼티모어의 첫 여성 시장으로 선출되었다. 2009년 메릴랜드의 검사들이 딕슨을 도둑질과 위법 행위를 포함한 7개의 범죄 고발에 기소하였다. 그러나 딕슨은 아무 잘못을 부인하였다.

## 기후
| 볼티모어 (볼티모어 워싱턴 국제공항)의 기후                                                     | 볼티모어 (볼티모어 워싱턴 국제공항)의 기후 | 볼티모어 (볼티모어 워싱턴 국제공항)의 기후 | 볼티모어 (볼티모어 워싱턴 국제공항)의 기후 | 볼티모어 (볼티모어 워싱턴 국제공항)의 기후 | 볼티모어 (볼티모어 워싱턴 국제공항)의 기후 | 볼티모어 (볼티모어 워싱턴 국제공항)의 기후 | 볼티모어 (볼티모어 워싱턴 국제공항)의 기후 | 볼티모어 (볼티모어 워싱턴 국제공항)의 기후 | 볼티모어 (볼티모어 워싱턴 국제공항)의 기후 | 볼티모어 (볼티모어 워싱턴 국제공항)의 기후 | 볼티모어 (볼티모어 워싱턴 국제공항)의 기후 | 볼티모어 (볼티모어 워싱턴 국제공항)의 기후 | 볼티모어 (볼티모어 워싱턴 국제공항)의 기후 |
| 월                                                                                             | 1월                                        | 2월                                        | 3월                                        | 4월                                        | 5월                                        | 6월                                        | 7월                                        | 8월                                        | 9월                                        | 10월                                       | 11월                                       | 12월                                       | 연간                                       |
| ---------------------------------------------------------------------------------------------- | ------------------------------------------ | ------------------------------------------ | ------------------------------------------ | ------------------------------------------ | ------------------------------------------ | ------------------------------------------ | ------------------------------------------ | ------------------------------------------ | ------------------------------------------ | ------------------------------------------ | ------------------------------------------ | ------------------------------------------ | ------------------------------------------ |
| 역대 최고 기온 °C (°F)                                                                         | 26 (79)                                    | 28 (83)                                    | 32 (90)                                    | 34 (94)                                    | 37 (98)                                    | 41 (105)                                   | 42 (107)                                   | 41 (105)                                   | 38 (101)                                   | 37 (98)                                    | 30 (86)                                    | 25 (77)                                    | 42 (107)                                   |
| 일평균 최고 기온 °C (°F)                                                                       | 6.2 (43.2)                                 | 8.0 (46.4)                                 | 12.7 (54.8)                                | 19.2 (66.5)                                | 24.2 (75.5)                                | 29.1 (84.4)                                | 31.6 (88.8)                                | 30.3 (86.5)                                | 26.5 (79.7)                                | 20.2 (68.3)                                | 14.1 (57.3)                                | 8.6 (47.5)                                 | 19.2 (66.6)                                |
| 일일 평균 기온 °C (°F)                                                                         | 1.3 (34.3)                                 | 2.6 (36.6)                                 | 6.8 (44.3)                                 | 12.8 (55.0)                                | 18.0 (64.4)                                | 23.1 (73.5)                                | 25.7 (78.3)                                | 24.6 (76.2)                                | 20.7 (69.2)                                | 14.1 (57.4)                                | 8.3 (46.9)                                 | 3.7 (38.6)                                 | 13.4 (56.2)                                |
| 일평균 최저 기온 °C (°F)                                                                       | −3.7 (25.4)                                | −2.8 (26.9)                                | 1.1 (33.9)                                 | 6.4 (43.6)                                 | 11.8 (53.3)                                | 17.0 (62.6)                                | 19.8 (67.7)                                | 18.8 (65.8)                                | 14.9 (58.8)                                | 8.1 (46.5)                                 | 2.5 (36.5)                                 | −1.3 (29.6)                                | 7.7 (45.9)                                 |
| 역대 최저 기온 °C (°F)                                                                         | −22 (−7)                                   | −22 (−7)                                   | −16 (4)                                    | −9 (15)                                    | 0 (32)                                     | 4 (40)                                     | 10 (50)                                    | 7 (45)                                     | 2 (35)                                     | −4 (25)                                    | −11 (12)                                   | −19 (−3)                                   | −22 (−7)                                   |
| 평균 강수량 mm (인치)                                                                          | 78 (3.08)                                  | 74 (2.90)                                  | 102 (4.01)                                 | 86 (3.39)                                  | 98 (3.85)                                  | 101 (3.98)                                 | 114 (4.48)                                 | 104 (4.09)                                 | 113 (4.44)                                 | 100 (3.94)                                 | 80 (3.13)                                  | 94 (3.71)                                  | 1,143 (45.00)                              |
| 평균 강설량 cm (인치)                                                                          | 16 (6.4)                                   | 19 (7.5)                                   | 7.1 (2.8)                                  | 0.0 (0.0)                                  | 0.0 (0.0)                                  | 0.0 (0.0)                                  | 0.0 (0.0)                                  | 0.0 (0.0)                                  | 0.0 (0.0)                                  | 0.0 (0.0)                                  | 0.25 (0.1)                                 | 6.4 (2.5)                                  | 49 (19.3)                                  |
| 평균 강수일수 (≥ 0.01 인치)                                                                    | 10.1                                       | 9.3                                        | 11.0                                       | 11.2                                       | 11.9                                       | 11.3                                       | 10.4                                       | 9.6                                        | 9.1                                        | 8.6                                        | 8.5                                        | 10.3                                       | 121.3                                      |
| 평균 강설일수 (≥ 0.1 인치)                                                                     | 2.8                                        | 2.9                                        | 1.5                                        | 0.1                                        | 0.0                                        | 0.0                                        | 0.0                                        | 0.0                                        | 0.0                                        | 0.0                                        | 0.2                                        | 1.5                                        | 9.0                                        |
| 평균 상대 습도 (%)                                                                             | 63.2                                       | 61.3                                       | 59.2                                       | 58.9                                       | 66.1                                       | 68.4                                       | 69.1                                       | 71.1                                       | 71.3                                       | 69.5                                       | 66.5                                       | 65.5                                       | 65.8                                       |
| 평균 월간 일조시간                                                                             | 155.4                                      | 164.0                                      | 215.0                                      | 230.7                                      | 254.5                                      | 277.3                                      | 290.1                                      | 264.4                                      | 221.8                                      | 205.5                                      | 158.5                                      | 144.5                                      | 2,581.7                                    |
| 가능 일조율                                                                                    | 51                                         | 54                                         | 58                                         | 58                                         | 57                                         | 62                                         | 64                                         | 62                                         | 59                                         | 59                                         | 52                                         | 49                                         | 58                                         |
| 출처: 미국 해양대기청 (평년값: 1991년~2020년, 극값: 1872년~현재, 상대습도/일조: 1961년~1990년) |                                            |                                            |                                            |                                            |                                            |                                            |                                            |                                            |                                            |                                            |                                            |                                            |                                            |

## 교육기관

### 사립대학
- 볼티모어 유대인 대학 (Baltimore Hebrew University)
- 볼티모어 국제대학 (Baltimore International College)
- 컬리지 오브 노틀담 앤 메릴랜드 (College of Notre Dame of Maryland)
- 존스 홉킨스 대학교 (Johns Hopkins University)
- 로욜라 대학교 메릴랜드 (Loyola University Maryland)
- 메릴랜드 예술대학 (Maryland Institute College of Art)
- 피바디 음악원 (Peabody Institute)
- 소저너 더글라스 대학 (Sojourner-Douglass College)

### 공립대학
- 볼티모어 커뮤니티 컬리지 (Baltimore City Community College)
- 코핀 주립 대학교 (Coppin State University)
- 모건 주립 대학교 (Morgan State University)
- 볼티모어 대학교 (University of Baltimore)
- 메릴랜드 대학교-발티모어 캠퍼스 (University of Maryland, Baltimore)
- 메릴랜드 대학교- University College (University of Maryland, University College)

## 자매 도시
- 라이베리아 바릉가 (1973년)
- 우크라이나 오데사 (1974년)
- 일본 가와사키시 (1978년)
- 그리스 피레아스 (1982년)
- 이집트 룩소르 (1982년)
- 대한민국 군포 (1984년)
- 네덜란드 로테르담 (1985년)
- 중국 샤먼시 (1985년)
- 이탈리아 제노바 (1985년)
- 대한민국 구례 (1989년)
- 이집트 알렉산드리아 (1995년)
- 대한민국 창원 (2005년)
- 독일 브레머하펜 (2007년)
- 대한민국 서울특별시 구로구 (2018년)

## 스포츠 팀
- 볼티모어 오리올스 (MLB)
- 볼티모어 레이븐스 (NFL)

## 같이 보기
- USS 볼티모어